# René Abadie
Pour les articles homonymes, voir Abadie.
René Abadie, né le 13 août 1935 à Labroquère et mort le 11 juillet 1996 à Bayonne, est un coureur cycliste français. Il a participé aux Jeux olympiques d'été de 1956 sur la course en ligne (27e).

## Palmarès
- 1955
  - Manx Trophy
  - Champion d'Île-de-France des sociétés[n 1]

- 1956
  - Grand Prix de l'Équipe et du CV 19e

- 1957
  - Circuit d'Aquitaine :
    - Classement général
    - 1re et 2e étapes

- 1958
  - 3e du Circuit boussaquin

- 1960
  - Classement général du Tour de l'Ariège
  - 2e du Tour de l'Aude

- 1961
  - 3e du Tour de l'Hérault

- 1962
  - 2e du Grand Prix d'Aix-en-Provence

## Résultats sur les grands tours

### Tour de France
1 participation
- 1962 : hors-délais (7e étape)

### Tour d'Espagne
1 participation
- 1963 : DNF (2e étape)